# Крекінг-установка у Дюнкерку
Крекінг-установка у Дюнкерку – виробництво нафтохімічної промисловості на півночі Франції.
Розташована в порту Дюнкерку піролізна установка розрахована на споживання переважного газового бензину (76%), а також пропану та бутану (8% та 16% відповідно). Станом на середину 2010-х вона має потужність у 410 тисяч тонн етилену та 210 тисяч тонн пропілену на рік.
Етилен використовували дві лінії поліетилену низької щільності потужністю 170 та 190 тисяч тонн на рік. В 2011-му другу з них модернізували до показника у 220 (за іншими даними – 240) тисяч тонн, змінивши як технологію, так і доступну продукцію – тепер вона може продукувати також етиленвінілацетат.
Пропілен спрямовується на лінію полімеризації потужністю 230 тисяч тонн поліпропілену на рік.
Використання в якості сировини переважно газового бензину призводить до значного виходу фракції С4, що викликало проект створення в Дюнкерку виробництва бутадієну потужністю 70 тисяч тонн на рік. З іншої сторони, після  появи на світовому ринку великого ресурсу етану внаслідок «сланцевої революції» у США, виник план залучення цього газу до роботи все тієї ж дюнкерської установки. При цьому піроліз більш легких вуглеводнів супроводжується зменшенням виходу пропілену та фракції С4. У підсумку станом на 2018 рік обидва проекти виявились замороженими.